# Arena Gdansk
El Arena Gdansk (anteriormente llamado Stadion Energa Gdańsk y PGE Arena Gdańsk por motivos publicitarios) es un estadio de fútbol ubicado en la ciudad de Gdansk, Polonia, construido para albergar encuentros de la Eurocopa 2012. El exterior del estadio está diseñado con la apariencia del ámbar, producto tradicionalmente extraído en las costas del Báltico. La construcción comenzó en 2008 y fue finalizada en 2011. Es utilizado principalmente para partidos de fútbol y es el estadio del Lechia Gdansk. El aforo es de 43 615 localidades. Durante la Eurocopa 2012 el aforo fue de 40.000 espectadores. En 2021 acogió la final de la UEFA Europa League.

## Características
Ubicado en el barrio de Letnica, el Arena Gdansk recibió la catalogación de Estadio de Élite por parte de la UEFA al finalizar su construcción, hecho previsto para finales de 2010 pero que se prolongó hasta 2011.
Su original diseño simulando el color del ámbar ha sido obra del Estudio Rhode-Kellermann-Wawrowsky de Düsseldorf, autor también del Veltins Arena y el AWD-Arena, y su coste total asciende a 623 millones de złoty, unos 150 millones de euros. 
Su nombre original era Arena Báltica, pero a finales de 2009 se sometió a un concurso de patrocinio comercial, ganado por la empresa energética Polska Grupa Energetyczna (PGE), por lo que el nombre del estadio pasó a ser PGE Arena Gdańsk. El contrato, con vigor hasta 2014, supondrá unos ingresos de 8,5 millones de €.

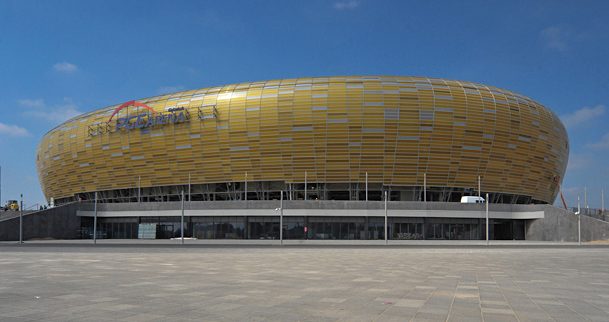
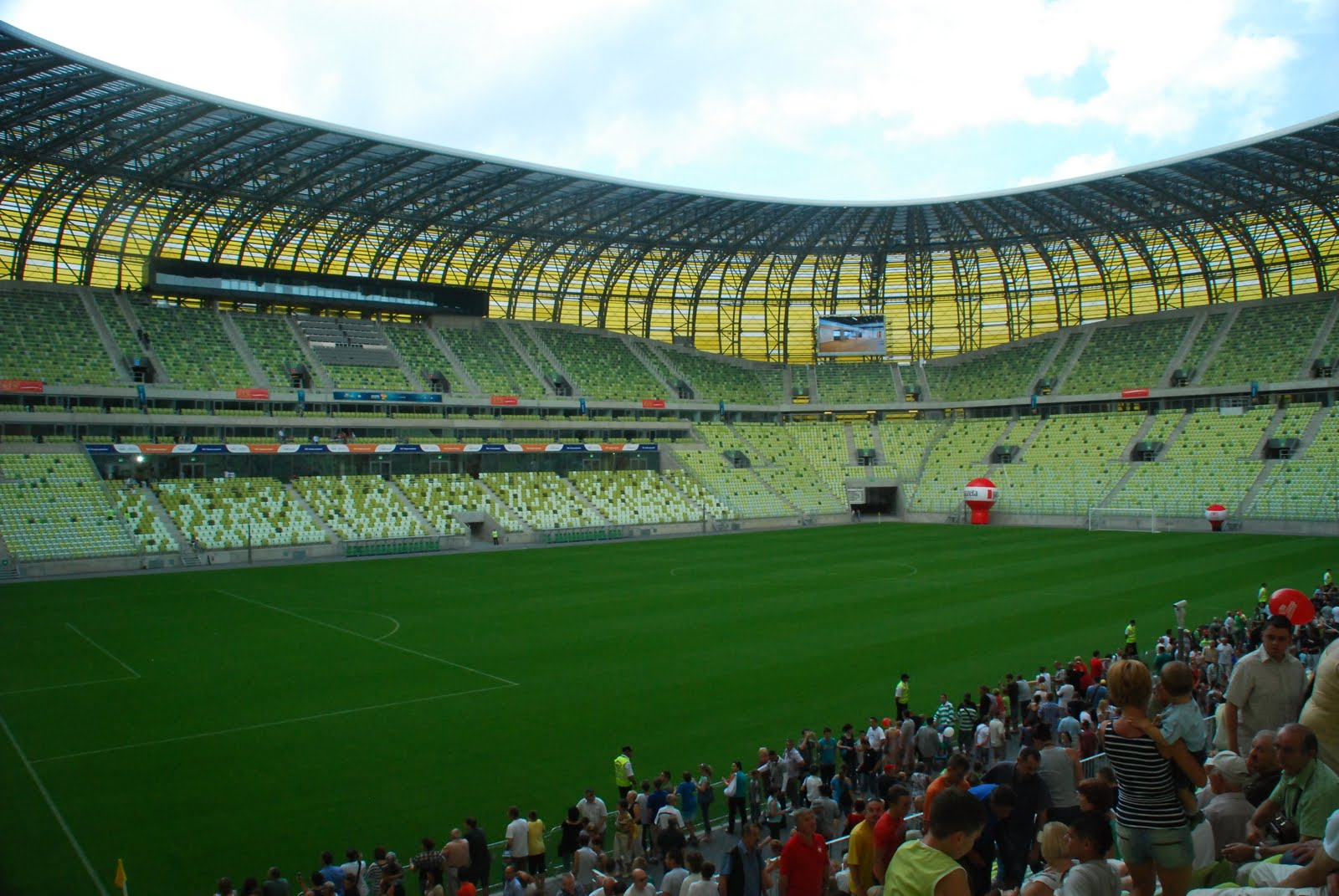
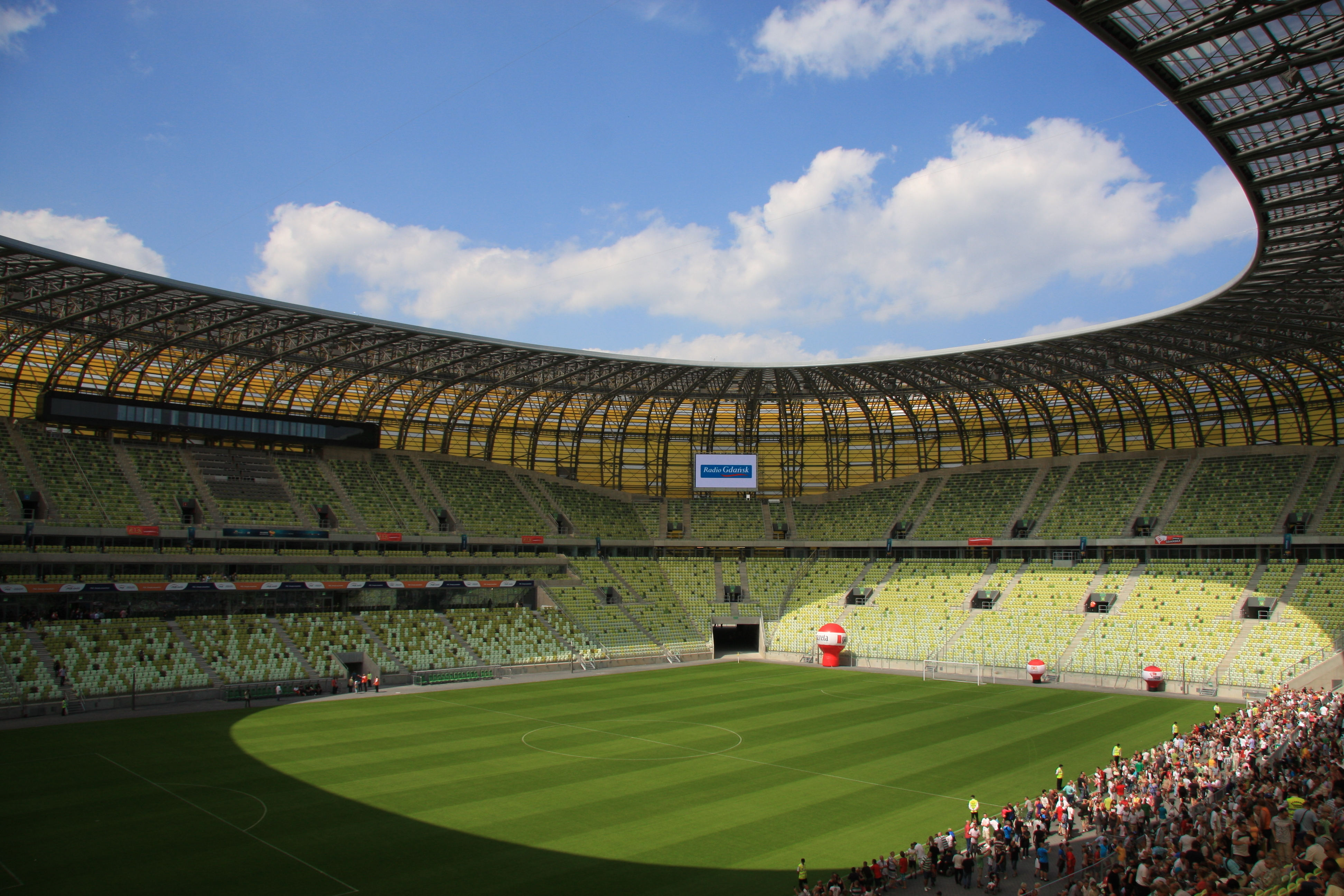

## Eurocopa 2012
El estadio fue una de las cuatro sedes polacas de la Eurocopa 2012. Se disputaron en él, los tres encuentros de la Selección española en el grupo C y un partido de cuartos de final.
| Fecha               | Hora (CEST) | Local    | Resultado | Visitante | Fase             |
| ------------------- | ----------- | -------- | --------- | --------- | ---------------- |
| 10 de junio de 2012 | 18:00       | España   | 1–1       | Italia    | Grupo C          |
| 14 de junio de 2012 | 20:45       | España   | 4–0       | Irlanda   | Grupo C          |
| 18 de junio de 2012 | 20:45       | Croacia  | 0–1       | España    | Grupo C          |
| 22 de junio de 2012 | 20:45       | Alemania | 4–2       | Grecia    | Cuartos de final |